# Ghiacciaio Afrodite
Il ghiacciaio Afrodite (in inglese Aphrodite Glacier) è un ghiacciaio lungo circa 25,5 km situato sulla costa di Bowman, nella parte sud-orientale della Terra di Graham, in Antartide. Il ghiacciaio, il cui punto più alto si trova a circa 1035 m s.l.m., fluisce verso nord fino a entrare nell'insenatura di Bowman, circa 3 km a ovest del nunatak Victory.

## Storia
Le pendici del ghiacciaio Afrodite furono mappate per la prima volta da W.L.G. Joerg basandosi su fotografie aeree scattate da Sir Hubert Wilkins nel dicembre del 1928 e da Lincoln Ellsworth nel novembre del 1935. Il ghiacciaio fu poi nuovamente fotografato nel 1947 durante una ricognizione aerea effettuata nel corso della spedizione antartica condotta nel 1947-48 al comando di Finn Rønne, e infine nel dicembre 1958 e nel novembre 1960 una spedizione del British Antarctic Survey, che all'epoca si chiamava ancora Falkland Islands and Dependencies Survey (FIDS), lo esplorò via terra e lo mappò interamente. Il ghiacciaio fu poi battezzato dal Comitato britannico per i toponimi antartici in onore di Afrodite, la dea dell'amore nella mitologia greca.